# Caracalla
Caracalla (Lugdunum (het huidige Lyon), 4 april 188 – Mesopotamië, 8 april 217) was van 211 tot aan zijn dood keizer van het Romeinse Rijk. Zijn officiële naam was – aanknopend aan de populaire keizer Marcus Aurelius – Marcus Aurelius Severus Antoninus. Caracalla was een bijnaam, die van de naam van de door hem gedragen mantel was afgeleid.
Caracalla's vader, Septimus Severus, de stichter van de Severische dynastie, verhief hem in 197 (zijn zoon was toen nog geen tien jaar oud) tot medeheerser. Na de dood van zijn vader op 4 februari 211 volgde hij hem samen met zijn jongere broer Geta op. Binnen het jaar, in december 211, liet hij Geta vermoorden. Daarna richtte hij in Rome een grote slachting aan onder Geta's aanhangers. Hij was daarna de onbetwiste alleenheerser.
Caracalla maakte zich vooral druk om militaire zaken en hij begunstigde de soldaten. Zo verdubbelde hij hun soldij. Daarmee zette hij de reeds ingeslagen weg van zijn vader voort en liep hij vooruit op het tijdperk van de soldatenkeizers. Vanwege de wreedheid van zijn acties tegen elke reële of vermeende oppositie, werd hij door zijn tijdgenoten, met name die uit de Romeinse senaat, zeer negatief beoordeeld. Onder de soldaten genoot hij echter grote populariteit, die ook na zijn dood aanhield.
Bij de voorbereiding van zijn campagne tegen de Parthen werd Caracalla door een kleine groep samenzweerders om persoonlijke redenen vermoord. Aangezien hij geen kinderen had, stierf met hem de door zijn vader gestichte dynastie in mannelijke lijn uit.
De maatregelen waarvoor het nageslacht hem vooral herinnert zijn de bouw van de thermen van Caracalla en met name de Constitutio Antoniniana, een decreet uit 212, waardoor bijna alle vrije bewoners van het Romeinse Rijk het Romeins burgerschap verkregen. Het modern wetenschappelijk onderzoek volgt in grote lijnen de ongunstige beoordeling van zijn bewind door de antieke bronnen, maar vindt wel dat de hem vijandig gezinde antieke geschiedschrijvers hier en daar overdrijven.

## Leven voor zijn keizerschap

### Kindertijd
Caracalla werd op 4 april 188 geboren in Lugdunum (het huidige Lyon), de hoofdstad van de provincie Gallia Lugdunensis. Hij was de oudste van de twee zonen van de toekomstige keizer, Septimius Severus, een in Leptis Magna geboren Romein van deels Punische afkomst, die bij zijn geboorte gouverneur van de provincie Gallia Lugdunensis was. Slechts elf maanden later werd zijn jongere broer Geta geboren. Zijn moeder Julia Domna, de tweede vrouw van Septimius Severus, stamde uit een zeer voorname familie; haar woonplaats was Emesa (Homs) in Syria. Caracalla kreeg de naam Bassianus naar zijn grootvader van moederskant, een priester van de in Emesa aanbeden zonnegod Elagabalus. Zijn volledige geboortenaam was Lucius Septimius Bassianus.
Een aanzienlijk deel van zijn vroege kindertijd bracht Caracalla in Rome door. Zijn vader was vanaf 191 gouverneur van de provincie Pannonia Superior. De kinderen van de provinciale gouverneurs moesten op bevel van keizer Commodus in Rome blijven. Door deze kinderen in zijn directe machtssfeer te houden, wilde deze wantrouwige keizer zich beschermen tegen het risico van opstanden van hun vaders, de gouverneurs. Als kind zou Caracalla zijn opgevallen door prettige eigenschappen. Hij was vijf jaar oud toen zijn vader op 9 april 193 door de legioenen aan de Donau tot keizer werd uitgeroepen. Vanaf medio 193 tot 196 verbleef hij aan het hof van zijn vader in het oosten van het Romeinse Rijk. Daarna reisde hij via Pannonia terug naar Rome.
Septimius Severus maakte in het voorjaar van 195 bekend dat hij de geadopteerde zoon was van de in het jaar 180 overleden keizer Marcus Aurelius. Hij wilde zo zijn bewind legitimeren. Met deze fictie wilde hij aansluiten bij de traditie van de adoptiefkeizers, wier tijdperk als een gouden eeuw in de Romeinse geschiedenis werd gezien. Daarom ontving Caracalla als fictieve kleinzoon van Marcus Aurelius vanaf 195/196 de naam van deze populaire heerser: hij heette voortaan Marcus Aurelius Antoninus en maakte dus net als zijn vader, als lid van de familie van Marcus Aurelius, deel uit van het geslacht van de Antonijnen. Aan deze fictie bleef hij de rest van zijn leven vasthouden. Geta kreeg daarentegen geen nieuwe naam en werd ook niet fictief in de Antonijnse dynastie opgenomen. Daarin toonde zich toen al een voorkeur van zijn vader voor zijn één jaar oudere broer. Reeds medio 195 of uiterlijk in 196 kreeg Caracalla de titel Caesar. Daarmee werd hij aangewezen tot toekomstig keizer.
Deze stap markeerde de breuk tussen Septimius Severus en zijn rivaal Clodius Albinus, die Britannia onder zijn controle had. Albinus had in 193 de hoop gehad om de keizerlijke waardigheid te bemachtigen; hij had echter genoegen moeten nemen met de Caesarstitel en het vooruitzicht om Severus op te kunnen volgen. Met Caracalla's verheffing tot Caesar werd deze regeling achterhaald. Daarom brak de in 193 nog vermeden burgeroorlog tussen Severus en Albinus alsnog uit. Na de overwinning van Severus in deze oorlog, waarin Albinus de dood vond, stond niets Caracalla's aanspraken om zijn vader op te mogen volgen, nog in de weg.
Caracella groeide op als een zachtaardige jongeman. Hij zou zelfs tijdens gladiatorengevechten zijn hoofd hebben afgewend als het te bloederig werd. Als zoon van de keizer kreeg Caracalla een zorgvuldige opvoeding. Hij genoot klaarblijkelijk goed onderwijs; want als keizer was hij blijkbaar in staat om deel te nemen aan intellectuele discussies. Ook had hij respect voor retorische vaardigheden..
In 197 vergezelden Caracalla en zijn broer Geta hun vader op diens tweede campagne tegen de Parthen. Reeds in het voorjaar van 197 werd hij officieel beschreven als de aangewezen keizer en als deelnemer in de regeringsmacht. In het najaar van 197 of uiterlijk in 198 werd hij tot Augustus verheven en werd hij voorzien van de keizerlijke volmachten; voortaan noemde men hem Marcus Aurelius Severus Antoninus Augustus. Waarschijnlijk tegelijkertijd werd Geta tot Caesar verheven. De keizerlijke familie bleef nog enige tijd in het Oosten; In 199 reisden zij naar Egypte, waar zij tot 200 verbleven. Pas in 202 keerde men naar Rome terug. In dat jaar was Caracalla samen met zijn vader consul ordinarius.

### Huwelijk
In 202 werd Antoninus consul met zijn vader Septimius Severus en in hetzelfde jaar trouwde hij met Plautilla, dochter van Plautianus, de machtige prefect van de pretoriaanse garde (die minder dan drie jaar later uit de weg geruimd zou worden). In 205 werd hij voor de tweede keer consul, ditmaal met zijn broer Geta. Antoninus en Geta namen met hun vader deel aan de Romeinse invasie van Caledonia 208-210.

## Keizerschap

### Samen met zijn broer Geta
Toen Severus in 211 in Britannia stierf, bestegen Antoninus en Geta samen de troon als elkaars medekeizers. Hoewel hun vader hen meerdere malen, zelfs op zijn sterfbed, op het hart had gedrukt geen ruzie te maken en het Romeinse Rijk samen te besturen, werd de kloof tussen beiden na de dood van hun vader alleen maar groter.
Na hun terugkeer naar Rome moest hun moeder Julia Domna tussenbeide komen om te verhinderen dat de ruziënde broers het Romeinse Rijk onder elkaar zouden verdelen. Op 19 december 211 haalde Antoninus zijn moeder en broer over om met hem te spreken om de geschillen bij te leggen. Kort na de aankomst van zijn broer, stormde Antoninus met een groep soldaten binnen en vermoordde Geta.

### Alleenheerschappij
Daarop (zie boven) haastte Antoninus zich naar het Pretoriaanse kamp om de steun van de garde te kopen via speciale donativa en een flinke loonsverhoging ter ere van, wat hij noemde, zijn ontsnapping aan het complot van Geta. Vervolgens werd een bloedbad aangericht onder alle vrienden en aanhangers van Geta (zie Geta).
In 212 lijkt Antoninus aan alle vrije mannen in het Romeinse Rijk het volle Romeinse burgerschap te hebben verleend. Dit besluit, dat traditioneel bekendstaat als het Edict van Caracalla, blijkt vermoedelijk alleen uit deze ene zin bij historicus Cassius Dio: "Dit vormde de reden, waarom hij alle mensen in zijn rijk tot Romeinse staatsburgers maakte; in schijn eerde hij hen, maar zijn echt doel bestond erin, om zo zijn inkomsten te verhogen, want niet-burgers waren vrijgesteld van de meeste belastingen."
In 213 begon Antoninus aan een serie campagnes in Germanië en behaalde overwinningen op de Alemanni. Tijdens deze oorlogen gebruikte de keizer vaak een Keltische soldatencape die caracallus genoemd werd en waaraan hij zijn bijnaam Caracalla te danken heeft.
In 214 vertrok hij naar het oostelijk deel van het rijk, waarbij zijn geestelijke gestoordheid steeds duidelijker werd. Zo vereenzelvigde hij zich met Alexander de Grote, bouwde een leger op van 16.000 man verkleed als soldaten van een half millennium daarvoor, liet soldaten uit Sparta komen en voegde olifanten toe aan zijn kolossale toneelspel. Hij liet vervolgens de oorlogen van Troje naspelen, waarbij hij zelf Achilles was en een van zijn beste vrienden Festus. Diens dood was met de juiste dosering gif perfect getimed zodat zijn echte begrafenis een groots spektakel voor de gevallen Festus kon worden.
Het volgend jaar bezocht hij Alexandrië en liet er een enorm bloedbad onder de bevolking aanrichten. Tienduizenden ongewapende burgers kwamen om in een slachtpartij die dagenlang doorging onder het voorwendsel dat sommigen hem bespot zouden hebben. Datzelfde jaar werden in Rome de beroemde Thermen van Caracalla voltooid, het grootste architectonische project tijdens zijn regering.
In navolging van zijn idool Alexander de Grote, startte de keizer een veldtocht tegen de Parthen. In 216 trok het hij met zijn leger de Tigris over en verwoestte alle steden waar hij langs kwam, profiterend van de rivaliteit tussen twee troonpretendenten.  Tijdens deze oorlogen was de weerstand tegen de waanzinnige keizer zo hoog opgelopen dat hij op 8 april 217 bij Carrhae door een complot van Macrinus, prefect van de Pretoriaanse garde, werd vermoord.

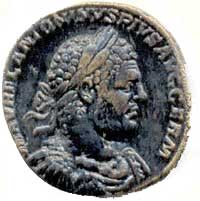
Portret van 'Caracalla' op een sestertius
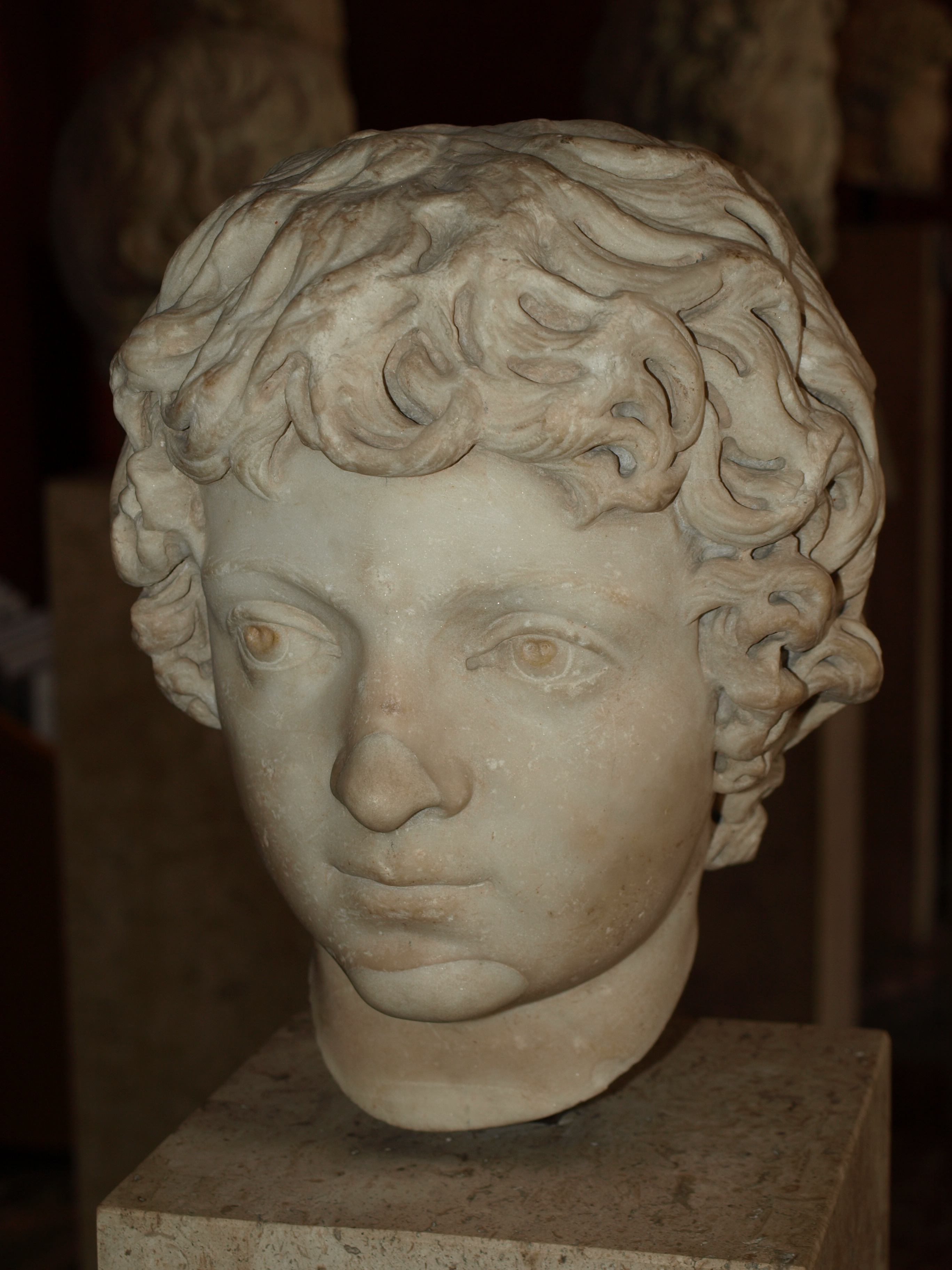
Caracalla als kind

## Dood en opvolging
Voordat het tot gevechten met de Parthen kwam, werd Caracalla's bewind tot een gewelddadig einde gebracht. De gedetailleerde beschrijving bij Cassius Dio van de voorgeschiedenis en de omstandigheden van zijn dood gelden in het wetenschappelijk onderzoek als geloofwaardig, zij wordt in de kern dan ook overgenomen in moderne beschrijvingen.
Onder de personen van niet-senatoriale afkomst, die door Caracalla op sleutelposities waren benoemd, was de militair onervaren pretoriaanse prefect Macrinus. Zoals Cassius Dio ons vertelt, bevond Macrinus zich in het voorjaar van 217 in een acute noodsituatie: profetieën hadden hem de keizerlijke waardigheid beloofd, en dit was Caracalla ter oren gekomen; ook was er een schriftelijk bericht hierover aan de keizer op weg. Macrinus was gewaarschuwd voor het dreigende levensgevaar dat hem boven het hoofd hing. Dit was waarschijnlijk een intrige, maar de prefect had goede gronden hier een dodelijke bedreiging in te zien. Daarom organiseerde hij met enkele ontevredenen de moord op Caracalla.
Bij de aanslag waren drie mannen betrokken: de evocatus Julius Martialis, die als gevolg van een demotie de keizer haatte, en twee Pretoriaanse tribunen. Martialis voerde de moord op 8 april 217 uit, toen de keizer op weg was van Edessa naar Carrhae, waar hij een beroemd heiligdom van de maangod Sin wilde bezoeken. Toen Caracalla onderweg van zijn paard stapte om zijn behoeften te doen, benaderde Martialis hem, schijnbaar om iets tegen hem te zeggen. In plaats daarvan gaf hij hem een dolkstoot in de rug. Een Scythische lijfwacht van Caracalla doodde de vluchtende moordenaar met zijn lans. De twee Pretoriaanse tribunen spoedden zich naar de keizer, alsof zij hem wilden helpen, en maakten de moord af. Met Caracalla stierf de Severische dynastie in mannelijke lijn uit.
Het was pas na dagen van aarzeling dat de soldaten konden worden overgehaald om Macrinus op 11 april tot keizer uit te roepen. Caracalla werd in Rome in het mausoleum van Hadrianus begraven.

## Receptie

### Oordelen van tijdgenoten en beschrijving in de belangrijkste bronnen
Caracalla’s goede reputatie bij de soldaten was niet alleen gebaseerd op zijn financiële vrijgevigheid, maar ook op zijn nabijheid tot hun manier van leven: tijdens de campagnes nam hij vrijwillig dezelfde inspanningen op zich als een eenvoudige soldaat. Zijn fysieke uithoudingsvermogen leverde hem respect op. Nog lang na zijn dood hield zijn populariteit in het leger aan.
Misschien zelfs al tijdens de korte regeerperiode van Macrinus zetten de soldaten door dat de Romeinse Senaat hem met tegenzin in de keizerlijke cultus opnam en hem tot God verhief. Uiterlijk in het eerste jaar van de regering van Macrinus' opvolger Elagabalus werd hij als divus Magnus Antoninus vereerd. Elagabalus dankte zijn klim naar de macht aan het feit dat hij als een onwettige zoon van Caracalla werd voorgesteld. Dit gaf hem de noodzakelijke sympathie van de soldaten; in werkelijkheid was hij slechts zeer ver verwant aan de vermoorde keizer. Ook Elagabalus' opvolger Severus Alexander deed zich als de onwettige zoon van Caracalla voor, om zich zo populair bij de soldaten te maken.
De berichten over Caracalla's aanzien onder de bevolking van de hoofdstad van het Romeinse Rijk zijn tegenstrijdig. In de Senaat werd hij gehaat, vandaar dat zijn dood daar met gejuich werd begroet. Omdat hij zich niet kon verlaten op de senatoriale families, steunde hij tijdens zijn regering op kundige personen van ridderlijke afkomst. Het feit dat hij aan hen de voorkeur gaf boven de senatoren, verhoogde de bitterheid van de teruggezette senatoren nog meer..
De extreem vijandelijke stemming onder de senatoriale elite ten opzichte van Caracalla weerspiegelt zich ook in de belangrijkste bronnen, de beschrijvingen van de contemporaine geschiedschrijvers Cassius Dio en Herodianus, alsook in de veel later ontstane en als bron minder waardevol zijnde Historia Augusta. Cassius Dio hield Caracalla voor geestelijk gestoord. Hij legde bijna alles dat de keizer deed in diens nadeel uit. Zijn Romeinse geschiedenis, die vanuit het perspectief van de senatoriale oppositie is geschreven, wordt ondanks deze zeer partijdige houding als de beste bron beschouwd en geldt als relatief betrouwbaar. Het deel van dit werk dat de tijd van Caracalla behandelt, is echter slechts fragmentarisch overgeleverd; het is voornamelijk in hoofdlijnen behouden gebleven, die de tekst in sterk verkorte vorm en gedeeltelijk geparafraseerd weergeven. Herodianus, Geschiedenis van het rijk na Marcus Aurelius is wel in zijn origineel behouden gebleven. Herodianus heeft waarschijnlijk gebruikgemaakt van het werk van Cassius Dio, maar de verhouding tussen twee bronnen is onduidelijk en omstreden. De bronwaarde van het werk van Herodianus wordt veel lager ingeschat dan die van Cassius Dio's, Romeinse geschiedenis. De Laat-antieke Historia Augusta geeft deels de visie uit deze twee oudere werken weer; de auteur moet echter ook toegang hebben gehad tot het materiaal uit ten minste één andere bron, die nu verloren is gegaan..
Buiten de kring van zijn volgelingen werd aan de keizer gerefereerd door zijn bijnamen. Waarschijnlijk niet eerder dan in de tijd van zijn alleenheerschappij noemde men hem Caracalla, naar zijn mantel met capuchon. Daarbij ging het om een door de keizer persoonlijk ontworpen, aangepaste luxe versie van een Keltisch kledingstuk. Een andere bijnaam die door Cassius Dio werd overgeleverd was Tarautas; de naam van een kleine, lelijke en wrede gladiator, die naar de mening van zijn tegenstanders een zekere gelijkenis vertoonde met de keizer.

### Antieke legendes over Caracalla
Zelfs al tijdens Caracalla's leven werden blijkbaar geruchten verspreid over een seksuele relatie na de dood van zijn vader tussen hem en zijn moeder, Julia Domna. Dit was pure laster, die in de loop van de tijd uitgroeide tot een legende. De Chronograaf van 354 deelt dit als een feit mede. In werkelijkheid was de relatie tussen moeder en zoon na de moord op Geta slecht, hoewel Julia Domna officieel werd geëerd. Incest was een topos dat bij tirannen hoorde en werd ook Nero al aangerekend..
Bronnen uit de 4e eeuw en de tijd erna, daaronder ook de Historia Augusta, Aurelius Victor, Eutropius en de Epitome de Caesaribus maken van Julia Domna, de stiefmoeder van Caracalla en beweren dat hij met haar getrouwd zou zijn. Deze fantastische voorstelling is ook te vinden bij de christelijke auteurs uit de tijd van de kerkvaders (Orosius, Hieronymus) en bepaalde in de middeleeuwen het beeld van Caracalla als een ongebreideld monster. Zijn daadwerkelijk gepleegde broedermoord op Geta raakte aan de andere kant in de vergetelheid..

### Vroegmoderne tijd

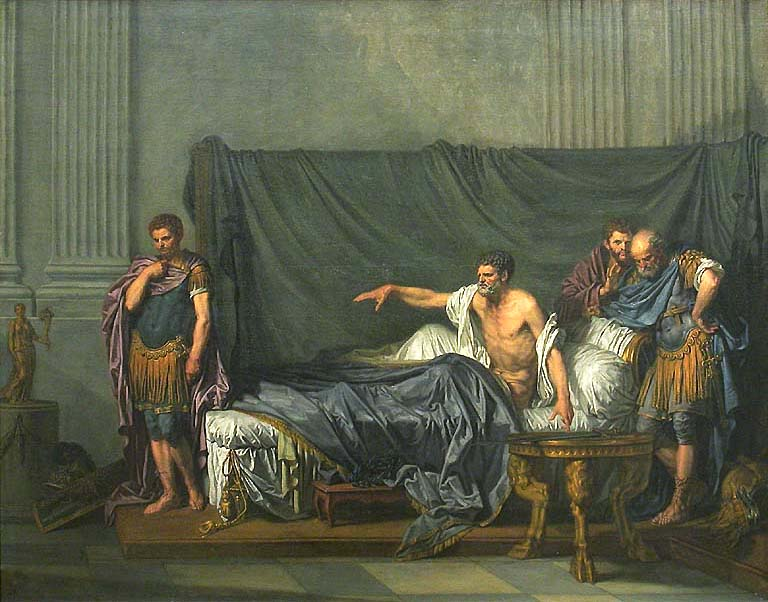
Septimius Severus beschuldigt Caracalla van een moordaanslag. Olieverfschilderij van Jean-Baptiste Greuze in het Louvre (1762).

Zo rond 1600 schreef een onbekende Engelse dichter in het Latijn het universele drama, Antoninus Bassianus Caracalla in jambische senaren. Hij thematiseerde naast de broedermoord in het bijzonder het vermeende huwelijk van Caracalla met Julia Domna, waar hij Julia niet als stiefmoeder, maar als de echte moeder van Caracalla voorstelt. Zo schilderde hij deze verbinding dus als pure incest af.
In het jaar 1762 schilderde de Franse schilder Jean-Baptiste Greuze een olieverfschilderij van Septimius Severus en Caracalla in Britannia. De keizer beschuldigt zijn zoon er van dat hij heeft  geprobeerd om hem te vermoorden. De scène is gebaseerd op een door Cassius Dio gerapporteerde, legendarische overlevering dat  Caracalla na een moordaanslag op zijn vader ter verantwoording werd geroepen, maar niet werd gestraft.

### Moderne tijd
Ondanks kritiek op de details van de overlevering oriënteren de inschattingen van de moderne historici zich in het algemeen in verregaande mate op het beeld van Caracalla uit de antieke geschiedschrijving. In ouder onderzoek pleegde men in Caracalla een typische vertegenwoordiger van een tijd in verval te zien. Cassius Dio's oncontroleerbare bewering dat de keizer krankzinnig was, werkt tot op de huidige dag door. Het voorheen populaire kernwoord keizerswaanzin wordt echter in de literatuur vermeden, omdat het onwetenschappelijk is en niets bijdraagt aan het begrijpen van de historische werkelijkheid.
Twee vooraanstaande kunsthistorici van de 19e eeuw, Anton Springer en Jacob Burckhardt, waren van mening dat uit Caracalla's portret een diep crimineel karakter kon worden afgeleid.
Voor Theodor Mommsen was Caracalla "een onbeduidend, onwaardig mens, die zichzelf zowel belachelijk als verachtelijk  gedroeg"; tot de Parthische veldtocht had hem zijn "krankzinnige zucht naar roem" gebracht en hij was daarbij "gelukkig maar" om het leven gekomen. Ernst Kornemann schreef dat hij "vol grootheidswaanzin" was; in het leger en in de staat had overal, "de vulgaire, onwetende menigte" geregeerd. Alfred Heuss was van mening dat Caracalla niet in staat was geweest tot "inhoudelijk werk", "een ruw, ongeremd en moreel minderwaardig mens, die reeds voor zijn troonsbestijging sterke misdadige neigingen verried"; tot zijn Parthische veldtocht werd hij aangemoedigd door zijn "kinderlijke fantasie"

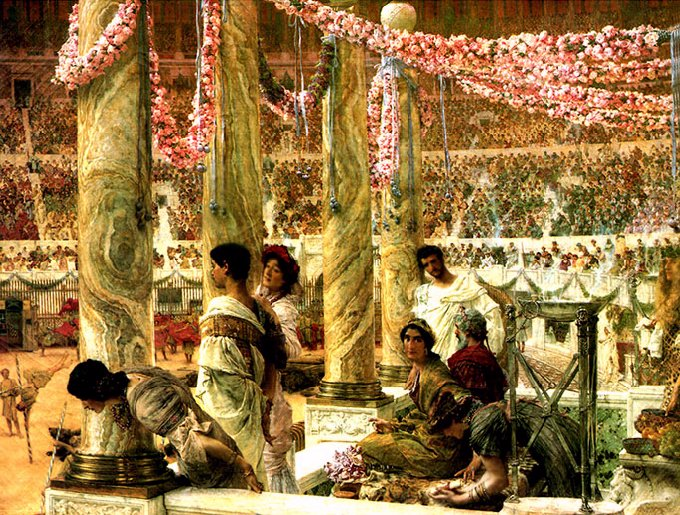
Caracalla en Geta, olieverfschilderij van Laurens Alma Tadema (1907). Caracalla hangt achter het zittende keizerspaar tegen een pilaar. Geta staat vooraan tussen twee vrouwen.

Het oordeel van Karl Christ valt gelijksoortig uit: Caracalla heeft zijn "wreedheid, bedrog en interne labiliteit" niet verborgen, leed aan een zenuwziekte en had "in alle opzichten extreem en zeer overspannen" gereageerd. Hij was "wreed" en had een "grote wilskracht"; in de overgeleverde anekdotes had de "historische waarheid zich waarschijnlijk wel verdicht". Met zijn zelfrepresentatie had hij vooral angst willen aanjagen. De Constitutio Antoniniana lijkt achteraf gezien weliswaar een belangrijke maatregel te zijn geweest, maar veranderde politiek nauwelijks iets aan de bestaande structuren. Géza Alföldy was van mening dat het oordeel van Cassius Dio in "principe juist was", een "rehabilitatie" van Caracalla ontbeert elke grond.
In recent wetenschappelijk onderzoek wordt echter ook benadrukt dat de contemporaine verhalende bronnen alle van gepassioneerde tegenstanders van de keizer stammen en de houding van de oppositionele senaatskringen weerspiegelen. Bij de beschrijvingen van zijn wandaden, zijn weerzinwekkende karaktertrekken en zijn impopulariteit heeft men waarschijnlijk overdreven. Er wordt op gewezen dat Caracalla door grote delen van de bevolking van het Romeinse Rijk misschien minder gehaat werd dan door de hoofdstedelijke elite.
Het staat buiten kijf dat Caracalla nog lang na zijn dood bij het leger in de hoogste aanzien stond. Anthony Birley meent dat men weliswaar de vooringenomenheid van Cassius Dio mee moet wegen, maar hij brengt weinig naar voren om Caracalla te ontlasten.
In 1907 voltooide Laurens Alma Tadema, na bijna twee jaar werk, het olieverfschilderij, Caracalla en Geta. Het toont de keizerlijke familie - Caracalla, zijn ouders en zijn broer - in het Colosseum.

## Voetnoten
1. ↑  Over zijn geboortedatum zie Géza Alföldy. Nox dea fit lux! Caracallas Geburtstag. In: Giorgio Bonamente, Marc Mayer (red.): Historiae Augustae Colloquium Barcinonense, Bari 1996, blz. 9-36, hier: blz. 31-36
2. ↑  Cassius Dio 79 (78) 9.3. Bij het verwijzen naar de verschillende boeken van Cassius Dio worden verschillende verwijzigingssystemen gebruikt; een afwijkende verwijzing wordt hier en hieronder tussen haakjes aangegeven.
3. ↑  Michael Louis Meckler: Caracalla and his late-antique biographer, Ann Arbor, 1994, blz. 4e.v
4. ↑  Historia Augusta, Caracalla 1.3-2.1
5. ↑  Helga Gifts. Die Divinisierung der römischen Kaiser in ihrer Funktion als Herrschaftslegitimation. In: Chiron 8, 1978, blz. 377-390, hier: 387e.v.; Michael Louis Meckler: Caracalla and his late-antique biographer, Ann Arbor, 1994, blz 9 en voetnoot 34; Anne Daguet-Gagey: Septime Sévère, Parijs, 2000, blz 255e.v.; Drora Baharal: Victory of Propaganda, Oxford 1996, blz. 20-42
6. ↑  Florian Krüpe: Die Damnatio memoriae, Gutenberg 2011, blz. 182e.v. en voetnoot 48
7. ↑  Voor het voorjaar van 196 pleit Matteüs Heil: Clodius Albinus und der Bürgerkrieg von 197. In: Hans-Ulrich Wiemer (red.): Staatlichkeit und politisches Handeln in der römischen Kaiserzeit, Berlijn 2006, blz. 55-85, hier: blz. 75-78. Een andere mening heeft Helmut Halfmann: Itinera principum, Stuttgart 1986, blz. 220; Hij pleit voor medio 195.
8. ↑  Michael Meckler. Caracalla the Intellectual. In: Enrico dal Covolo, Giancarlo Rinaldi (red.): Gli Imperatori Severi, Rome, 1999, blz. 39-46, hier: 44e.v.
9. ↑  Voor een dating voor het einde van 197 zie Zeev Rubin: Dio, Herodian, and Severus' Second Parthian War. In: Chiron 5, 1975, blz. 419-441, hier: blz. 432-435. Michael Louis Michael: Caracalla and his late-antique biographer, Ann Arbor, 1994, blz. 10 stelt de datering op 28 januari 198.
10. ↑  Burgersdijk, D.  (2019). De wrede wereld van Antoninus Caracalla. Hermeneus  91.5, 219-223
11. ↑  Cassius Dio, Roman History, boek 78, hoofdstuk 9.
12. ↑  zie bijvoorbeeld Karl Christus: Geschichte der römischen Kaiserzeit, 6e editie, München 2009, blz. 625e.v.; Julia Sünskes Thompson: Aufstände und Protestaktionen im Imperium Romanum, Bonn 1990, blz. 66e.v.
13. ↑  Cassius Dio 79 (78), 4,1-5,2.
14. ↑  Twijfels aan de rol van Macrinus als organisator van de samenzwering zijn ongegrond. zie Frank Kolb: Literarische Beziehungen zwischen Cassius Dio, Herodian und der Historia Augusta, Bonn 1972, blz. 133 voetnoot 647.
15. ↑  zie over Caracalla's geplande bezoek aan het heiligdom Frank Kolb: Literarische Beziehungen zwischen Cassius Dio, Herodian und der Historia Augusta, Bonn 1972, blz. 123e.v.
16. ↑  Dio Cassius 79 (78),5,2-5. Zie, Herodiaanse en 4.13  Historia Augusta , Caracalla 6,6-7,2. Zie ook Michael Louis Meckler: Caracalla and his late-antique biographer, Ann Arbor, 1994, blz. 152-156.
17. ↑  Cassius Dio 78 (77), 11,2-3; 78 (77),13,1-2; Herodianus 4,7,4-7; 4,13,7. zie Markus Handy: Die Severer und das Heer, Berlijn 2009, blz. 67
18. ↑  Over deze cultus en datering van zijn ontstaan, zie James Frank Gilliam. On Divi under the Severi. In: Jacqueline Bibauw (red.): Hommages à Marcel Renard, vol. 2, Brussel 1969, blz. 284-289, hier: blz. 285e.v; Helga Gesche, Die Divinisierung der römischen Kaiser in ihrer Funktion als Herrschaftslegitimation. In: Chiron 8, 1978, blz. 377-390, hier: 387e.v.
19. ↑  Helmut Halfmann, Zwei syrische Verwandte des severischen Kaiserhauses. In: Chiron 12, 1982, blz. 217-235, hier: 232-234
20. ↑  Cassius Dio 78 (77),15,2–3.
21. ↑  Voor een inschatting van de bronnen zie Julia Sünskes Thompson: Aufstände und Protestaktionen im Imperium Romanum. Die severischen Kaiser im Spannungsfeld innenpolitischer Konflikte, Bonn 1990, blz. 11 en de hierin genoemde literatuur. Zie Friedhelm L. Müller (red.): Herodian: Geschichte des Kaisertums nach Marc Aurel, Stuttgart 1996, blz. 21-23
22. ↑  Helmut Halfmann, Zwei syrische Verwandte des severischen Kaiserhauses. In: Chiron 12, 1982, blz. 217-235, hier: blz. 231
23. ↑  Over het kledingstuk Caracalla en de daarvan afgeleide bijnaam van de keizer zie Johannes Kramer: Zu Bedeutung und Herkunft von caracalla. In: Archiv für Papyrusforschung und verwandte Gebiete 48, 2002, blz. 247-256.
24. ↑  Cassius Dio 79 (78) 9.3.
25. ↑  Chronograaf van 354, redactie door Theodor Mommsen, Monumenta Germaniae Historica, Auctores antiquissimi, deel. 9 (= Chronica minora, vol. 1), Berlijn, 1892, blz. 147 (voor Antoninus Magnus).
26. ↑  Zie de legende Barbara Levick: Julia Domna, Londen 2007, blz. 98e.v.; Gabriele Marasco: Giulia Domna, Caracalla e Geta: frammenti di tragedia alla corte dei Severi. In:  L'Antiquité Classique  65, 1996, blz. 119-134, hier: blz. 119-126
27. ↑  Zie voor deze versie van de legende Gabriele Marasco: Giulia Domna, Caracalla e Geta: frammenti di tragedia alla corte dei Severi. In: L'Antiquité Classique 65, 1996, blz. 119-134, hier: blz. 126-134.
28. ↑  Bewerkt, in het Duits vertaald en geannoteerd door Uwe Baumann: Antoninus Bassianus Caracalla, Frankfurt am Main 1984.
29. ↑  Cassius Dio 77 (76), 14,3-7.
30. ↑  Michael Meckler: Caracalla the Intellectual. In: Enrico dal Covolo, Giancarlo Rinaldi (red.): Gli Imperatori Severi, Rome, 1999, blz. 39-46, hier: blz. 40e.v.
31. ↑  Theodor Mommsen: Römische Kaisergeschichte, München 1992, blz. 396 e.v.
32. ↑  Ernst Kornemann: Römische Geschichte, vol 2, 6e editie, Stuttgart 1970, blz. 311 e.v.
33. ↑  Alfred Heuss: Römische Geschichte, 10e editie, Paderborn 2007, blz. 358 e.v. (1e editie 1960).
34. ↑  Karl Christus: Geschichte der römischen Kaiserzeit, 6e editie, München 2009, blz. 622-625.
35. ↑  Géza Alföldy: Die Krise des Römischen Reiches, Stuttgart, 1989, blz. 209.
36. ↑  Anthony Birley: Caracalla. In: Manfred Clauss (red.): Die römischen Kaiser. 55 historische Portraits von Caesar bis Iustinian, 4e druk, München 2010, blz. 185-191, hier: blz. 191; Drora Baharal: Caracalla and Alexander the Great: a Reappraisal. In: Carl Derou (red.): Studies in Latin Literature and Roman History, vol. 7, Brussel, 1994, blz. 524-567, hier: blz. 564.
37. ↑  Anthony Birley: The African Emperor. Septimius Severus, 2e uitgebreide editie, Londen 1988, blz. 189